# Gennes-sur-Seiche
Gennes-sur-Seiche település Franciaországban, Ille-et-Vilaine megyében. Lakosainak száma 943 fő (2022. január 1.). Gennes-sur-Seiche Argentré-du-Plessis, Availles-sur-Seiche, Brielles, Moutiers, Saint-Germain-du-Pinel és Cuillé községekkel határos.

## Népesség
A település népességének változása:
| Lakosok száma | 887  | 758  | 742  | 775  | 882  | 930  | 950  | 946  | 943  | 943  |
|               | 1968 | 1982 | 1990 | 2006 | 2013 | 2015 | 2017 | 2019 | 2020 | 2022 |